# 天草市立牛深小学校
天草市立牛深小学校（あまくさしりつ うしぶかしょうがっこう）は、熊本県天草市牛深町にある小学校。

## 沿革
- 1875年（明治8年）- 寺子屋教育として発足
- 1882年（明治15年）- 学校分立し、旧校を湖東小学校、新校を湖西小学校と称して湖東小学校の分校を須口、天附に、湖西小学校の分校を茂串におく。
- 1887年（明治20年）- 両校とも修業年限4年の尋常小学校となる。
- 1891年（明治24年）- 両校が統合し、尋常牛深小学校と改称
- 1900年（明治33年）- 大島仮分教室、茂串分教室設置
- 1906年（明治39年）- 牛深尋常小学校と改称
- 1908年（明治41年）- 尋常科2年、高等科2年となり牛深尋常高等小学校と改称
- 1914年（大正3年）- 高等科3年に延長
- 1925年（大正14年）- 牛深実科女学校を併置
- 1941年（昭和16年）- 牛深国民学校と改称
- 1947年（昭和22年）- 牛深町立牛深小学校と改称。天附分校が独立し、天附小学校となる。
- 1954年（昭和29年）- 牛深市立牛深小学校と改称
- 1963年（昭和38年）- 茂串分校、大島分校が独立し、茂串小学校、大島小学校となる
- 1975年（昭和50年）- 大島小学校を統合
- 2005年（平成17年）- 茂串小学校を統合
- 2006年（平成18年）- 天草市立牛深小学校と改称
- 2014年（平成26年）- 二浦小学校、魚貫小学校、天附小学校を統合

## 学校周辺
- 熊本県道35号牛深天草線
- うしぶか公園
- 熊本家庭裁判所牛深出張所
- 天草市立牛深幼稚園